# 다누리도서관
다누리도서관(多누리圖書館)은 대한민국 충청북도 단양군에 있는 도서관이다.

## 연혁
- 2007.03 문화체육관광부로부터 공공도서관 건립지원사업지로 선정
- 2008.04 기본계획 수립 및 설계용역, 사유 부동산 매입 및 건축물 현상공모, 실시설계 등 필요한 행정정차를 단계적으로 추진
- 2009.04 착공
- 2012.04.13 다누리 도서관 운영조례 제정
- 2012.05.25 다누리 도서관 개관

## 시설현황
- 2층: 디지털자료실, 독서실
- 1층: 종합자료실, 향토자료실, 아동자료실, 영유아자료실, 문화강좌실, 보존서고, 수유실

## 이용 안내
이용 시간
- 종합열람실, 아동열람실, 이야기방, 디지털자료실: 매일 09:00 ~ 22:00
- 독서실: 매일 09:00 ~ 22:00

휴관일
- 매주 월요일
- 관공서의 공휴일에 관한 규정이 정하는 공휴일(일요일 제외)
- 그 밖에 도서관장이 정하는 임시휴일